# Jean Sylvain Bailly
Pour les articles homonymes, voir Bailly.
Jean Sylvain Bailly, né le 15 septembre 1736 à Paris et mort le 12 novembre 1793 dans la même ville, est un mathématicien, astronome, académicien, écrivain et homme politique français.
Il devient le premier maire de Paris lors de la Révolution française, en juillet 1789.

## Biographie

### Famille
Ses parents sont Jacques II Bailly et Cécile Guichon. Jean-Sylvain Bailly est le petit-fils de Nicolas Bailly, peintre du roi et garde des tableaux de la couronne, qui le destinait à la peinture. Le père de Jean Sylvain Bailly est aussi un peintre. Jean Sylvain Bailly préfère par-dessus tout l'astronomie.

### Membre des académies
Jean Sylvain Bailly travaille d’abord pour le théâtre, mais lié à Lacaille, il s’intéresse très tôt à l’astronomie et fait construire un observatoire sur le toit du Louvre, à Paris. Il est proche des philosophes. Il a rédigé plusieurs ouvrages dont une Histoire de l'astronomie ancienne, depuis son origine jusqu'à l'établissement de l'École d'Alexandrie et une Histoire de l'astronomie moderne depuis la fondation de l'école d'Alexandrie jusqu'à l'époque de 1730.
Ses observations astronomiques lui valent son élection à l’Académie des sciences en 1763.
Son Histoire de l’Astronomie, œuvre littéraire autant que scientifique, lui ouvre les portes de l’Académie française : il est battu en 1781, malgré le soutien de La Harpe, il est élu en 1783, grâce à la persévérance de son ami Buffon.
Franc-maçon, il est un des membres les plus actifs de la loge Les Neuf Sœurs de Paris.
Il existe un portrait de son épouse datant sans doute de 1789 signé Pierre Rouvier (Metropolitan Museum of Art).
Pendant la Révolution, il aide Alexandre Lenoir à sauvegarder le patrimoine français[réf. nécessaire].

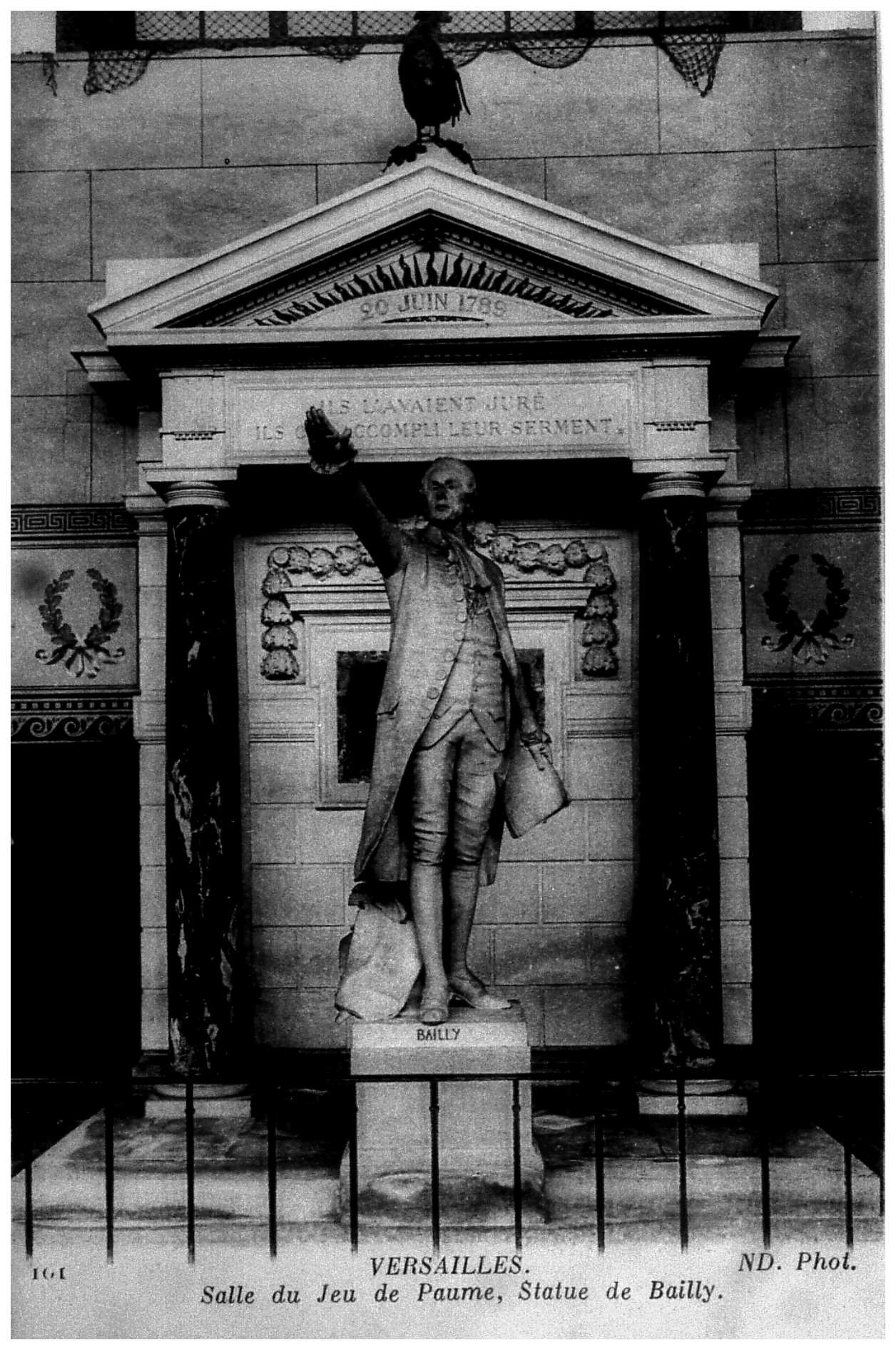
René de Saint-Marceaux, Monument à Jean Sylvain Bailly (1883), Versailles, salle du Jeu de paume.

### Révolution française
Membre aussi de la Société des amis de la constitution, Jean Sylvain Bailly est rédacteur avec Camus, Le Chapelier et Guillotin, du Cahier de doléances du Tiers état de Paris qui demande la démolition de La Bastille, puis il est élu le 12 mai 1789, 1er député du Tiers état de Paris aux États généraux. Le 3 juin suivant, il est élu président du tiers état et, le 17 juin, président de l’Assemblée nationale (fonction qu'il occupera jusqu'au 3 juillet de cette année).
Le 20 juin, lors du serment du Jeu de paume, il est le premier à prêter serment et, trois jours plus tard, lors de la séance où Louis XVI exige la dispersion de l’Assemblée, il refuse d’obtempérer et se proclame président de l'Assemblée nationale.

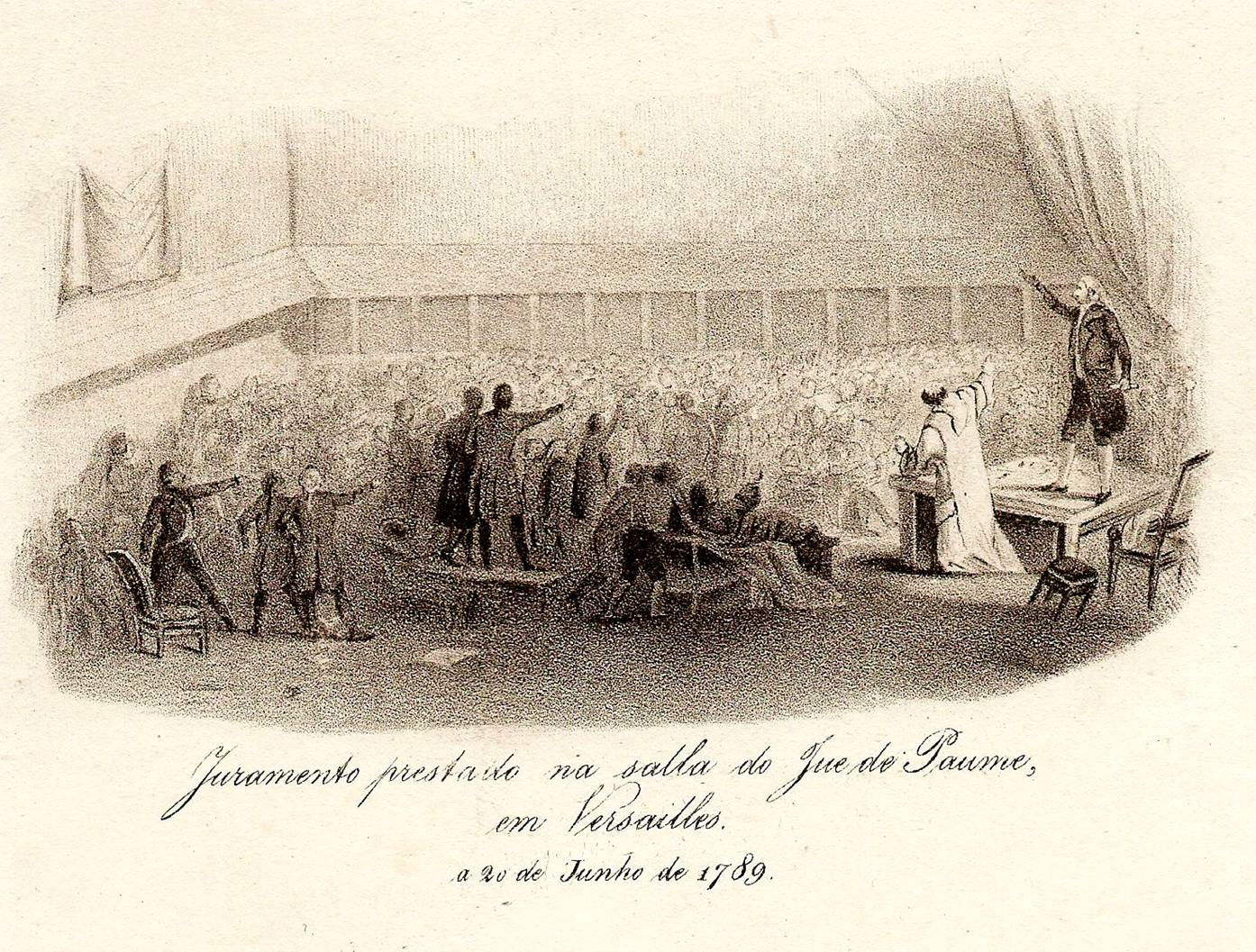
Jean Sylvain Bailly lors du serment du Jeu de paume à Versailles le 20 juin 1789, lithographie.

### Maire de Paris
Le lendemain de l'assassinat de Jacques de Flesselles, il est désigné maire de Paris le 15 juillet 1789 par l'acclamation d'une assemblée hétéroclite d'électeurs des 60 districts et de quelques députés de l'Assemblée nationale. C'est à ce titre qu'il remet la cocarde tricolore au roi, lors de la visite que celui-ci rend à l'hôtel de ville, le 17 juillet.
Dans sa fonction de maire, il est le chef de la première Commune de Paris, et se trouve attaqué par Camille Desmoulins et Jean-Paul Marat, pour être trop conservateur. Il demeure à cette époque dans un hôtel particulier au 8–12, rue Neuve des Capucines, mis à la disposition par la commune.

### Fusillade du Champ-de-Mars
Après l'évasion manquée des 20 et 21 juin 1791 de la famille royale, Bailly veut contenir l'agitation républicaine qui vise à obtenir la déchéance du roi et, à la demande de l'Assemblée, proclame la loi martiale. Le 17 juillet 1791, la Garde nationale qu'il mène tire mortellement sur les pétitionnaires qui se tiennent sur le Champ-de-Mars. Les estimations les plus nombreuses décomptent une cinquantaine de morts dans les deux camps. Des estimations partisanes vont d'une dizaine à plusieurs centaines de morts, sans faire état des blessés. En conséquence de son utilisation de la violence, la popularité de Bailly, restée jusque-là à peu près intacte, tombe au plus bas. Le 12 novembre, il démissionne de toutes ses fonctions politiques, et se retire à Nancy.

### Condamnation

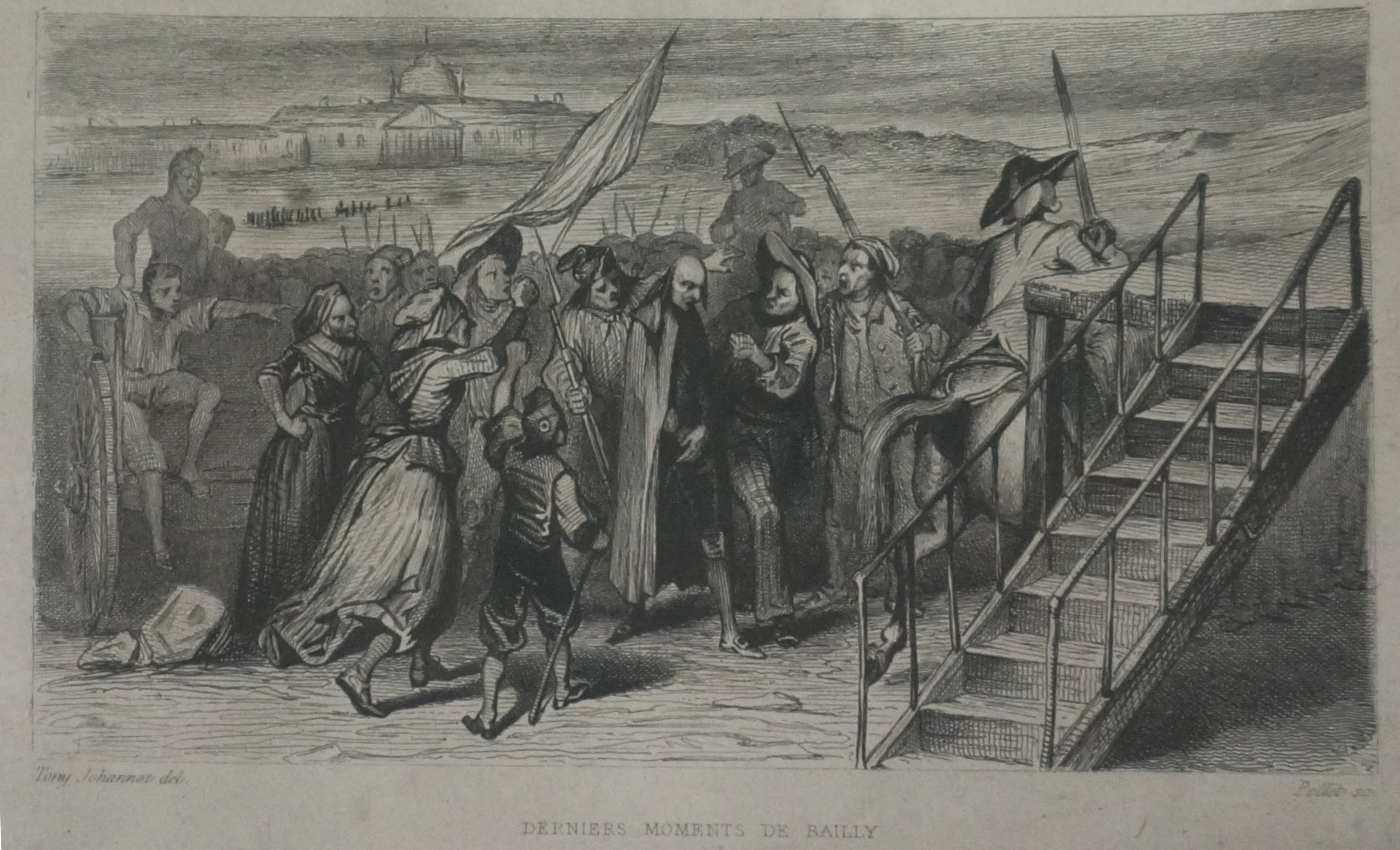
Bailly conduit à l'échafaud. Illustration de Tony Johannot publiée dans l’Histoire de la Révolution française d'Adolphe Thiers, Furne, 1836.

Il est mis en état d'arrestation en juillet 1793, alors qu'il se trouve à Melun, et placé en détention. Appelé à témoigner lors du procès de Marie-Antoinette, il refuse de le faire à charge et dépose en sa faveur, ce qui le conduit implicitement à sa perte.
Son procès est expédié par le Tribunal révolutionnaire du 9 au 10 novembre 1793, et la sentence exécutée le lendemain, après que la guillotine eut été symboliquement transportée par les révolutionnaires de l'esplanade du Champ-de-Mars — à l'endroit même où les troupes de la Constituante avaient tiré sur les sans-culottes le 17 juillet 1791 —, et installée à l'extrémité gauche du champ de la Fédération, dans le fossé même qui entourait l'enceinte, car les révolutionnaires ne voulaient pas que le sang de Bailly soit mélangé à celui de leurs émeutiers morts au Champ-de-Mars. Comme les membres du condamné, glacés par la pluie et le froid, sont agités d’un tremblement involontaire, un spectateur lui dit :

« — Tu trembles, Bailly ?

— Oui, répond le vieillard avec calme, mais c'est seulement de froid. »

Une plaque commémorative apposée sur l'immeuble au 2, avenue de La Bourdonnais marque l'emplacement de son exécution.
Son corps repose sous l'église Saint-Pierre-du-Gros-Caillou, dans laquelle une plaque commémorative a été apposée le 23 novembre 1993.
Les académies étant supprimées, sa place à l'Académie française ne sera donnée à Emmanuel-Joseph Sieyès qu'en 1803 lors de la création de la seconde classe de l'Institut de France.
En décembre 1794 son ami, le poète Simon-Pierre Mérard de Saint-Just publie à Londres un Éloge historique de Jean Sylvain Bailly en 25 exemplaires.

## Publications

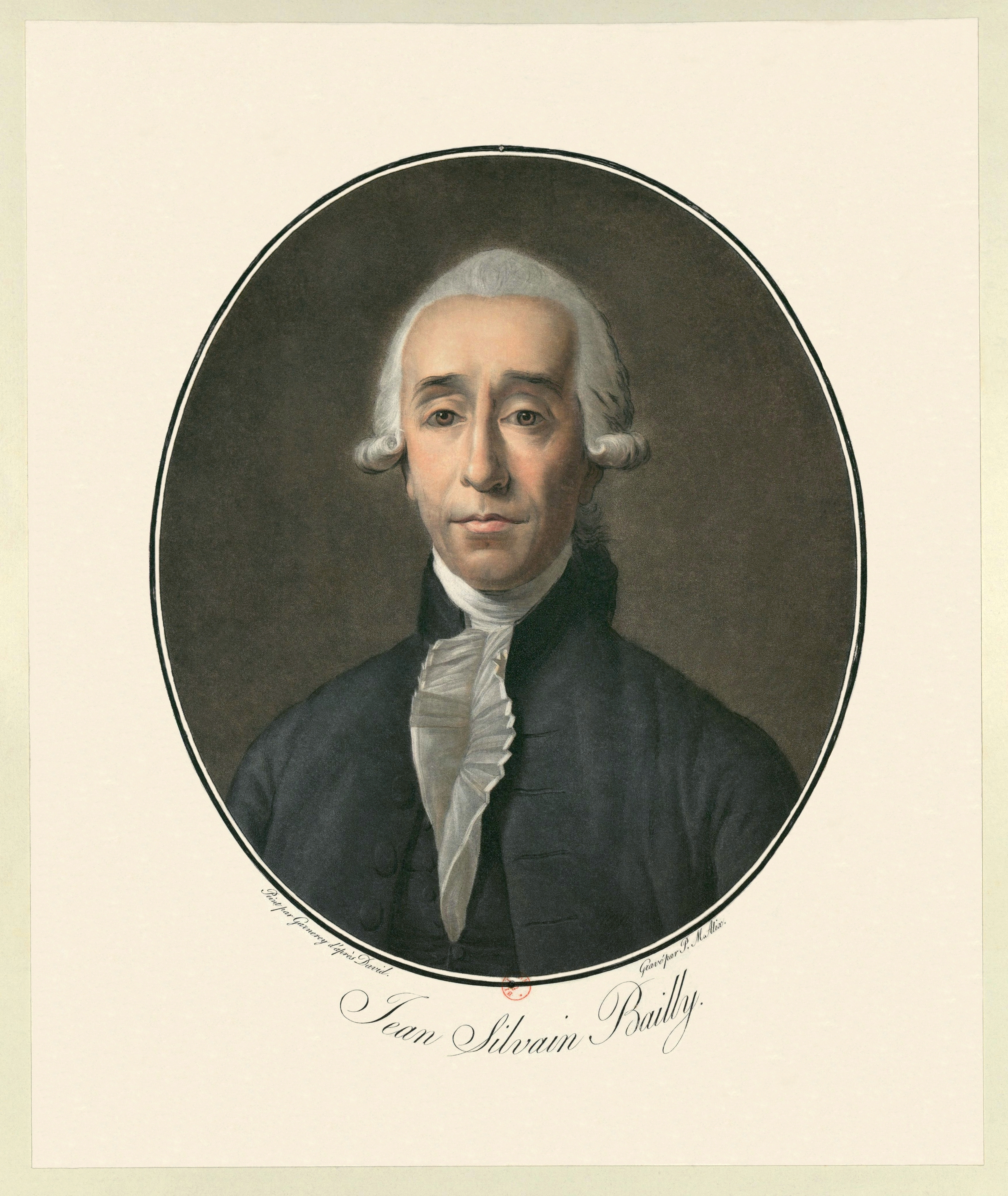
Garneray et Alix, Portrait de Jean Sylvain Bailly (1795), gravure d'après Jacques-Louis David.

- Sur les inégalités de la lumière des satellites de Jupiter, 1771.
- avec Grandjean de Fouchy et Bory, « Observation du passage de Vénus sur le Soleil le 3 juin 1769 et de l’éclipse du Soleil du 4 juin de la même année : Faite au Cabinet du Roi, à Passy », dans Histoire de l'Académie Royale des Sciences : année MDCCLXIV avec les mémoires…, Paris, Imprimerie nationale, 1772, ill ; in-4º (OCLC 1025489192, lire en ligne sur Gallica), p. 531-538.
- Essai sur la théorie des satellites de Jupiter, 1776.
- Histoire de l’astronomie ancienne, depuis son origine jusqu’à l’établissement de l’École d’Alexandrie, Paris, De Bure, fils ainé, 1781, 2e éd., xxiv-527 p., 3 f. de dépl. ; in-4º (OCLC 763766883, lire en ligne sur Gallica).
- Lettres sur l’origine des sciences et sur celle des peuples de l'Asie : adressées à M. de Voltaire par M. Bailly et précédées de quelques lettres de M. de Voltaire à l'auteur, Paris, Frères Debure, 1777, iv-348 p., in-8o (OCLC 228758038, lire en ligne sur Gallica).
- Lettres sur l’Atlantide de Platon et sur l'ancienne histoire de l'Asie : pour servir de suite aux Lettres sur l'origine des sciences, adressées à M. de Voltaire, Paris, Frères Debure, 1779, iv-480 p., in-8º (OCLC 2620723, lire en ligne sur Gallica).
- Histoire de l’astronomie indienne et orientale : ouvrage qui peut servir de suite à l’Histoire de l'astronomie ancienne, Paris, Debure l’ainé, 1787, 427 p., in-4º (OCLC 1903579, lire en ligne sur Gallica).
- Essai sur les fables : adressé à la Citne Du Bocage, ouvrage posthume, Paris, Guillaume de Bure l’ainé, 1798, viii-302 iv-366-i1 p., 2 vol. in-8º (OCLC 678888226, lire en ligne).
- Mémoires d'un témoin de la révolution : ou journal des faits qui se sont passés sous ses yeux, et qui ont préparé et fixé la constitution française (ouvrage posthume), Paris, Levrault, Schoell et Cie, 1804, 3 vol. ; in-16 (OCLC 9679806), t. 1er sur Google Livres, t. 2d sur Google Livres, t. 3e sur Google Livres.
- Michel de Cubières-Palmézeaux, éd., Recueil de pièces intéressantes sur les arts, les sciences et la littérature : ouvrage posthume de Sylvain Bailly, précédé de la vie littéraire et politique de cet homme illustre, Paris, Ferra ainé, Mongie jeune, 1810, lvi-280 p., in-8º (lire en ligne sur Gallica).
- Berville et Barrière, éds., Mémoires de Bailly : avec une notice sur sa vie, des notes et des éclaircissemens historiques, Paris, Baudouin Frères, 1821-1822, 3 vol. ; in-8º (OCLC 1320872934), t. 1er sur Gallica, t. 2d sur Gallica, t. 3e sur Gallica.
- Mémoires. Tome 1 : « La Révolution du Tiers : 29 décembre 1786–14 juillet 1789 »,  (ISBN 978-2-84909-089-3), (OCLC 491699377), 300 p., 21 cm. Tome 2 : « Premier maire de Paris : 15 juillet–2 octobre 1789 »,  (ISBN 978-2-84909-093-0), (OCLC 469424785), 285 p., 21 cm, Clermont-Ferrand, Paléo, coll. « Sources de l’histoire de France » la Révolution française, 2004.

## Hommages
- Un buste en pierre de Bailly, réalisé vers 1790 par le sculpteur Louis Pierre Deseine, est installé dans la salle de l'été 1789 au musée de la Révolution française à Vizille.
- Un éloge funèbre lui est consacré en décembre 1794 par son ami, l'auteur libertin Simon-Pierre Mérard de Saint-Just (1747–1812).
- En 1881, le sculpteur Paul Aubé (1837-1916) participe au concours organisé par l'État pour la réalisation d'un monument à la gloire de la Constituante. Sans que le projet soit sélectionné, une statue de Bailly est commandée pour la salle des pas perdus de la Chambre des députés. En 1890, l'œuvre est installée dans le jardin du Luxembourg situé dans le VIe arrondissement de Paris. Le monument est envoyé à la fonte en 1941 sous le régime de Vichy dans le cadre de la mobilisation des métaux non ferreux[10].
- Arago prononce en 1844 son éloge à l’Académie des sciences.
- En 2020, Edwy Plenel publie un livre d’enquête autour de la phrase « La publicité[a] est la sauvegarde du peuple » prononcée par Bailly en 1789[11].
- Un cratère lunaire, « Bailly », a été nommé en son honneur. Le cratère fut observé pour la première fois en 1791. Avec un diamètre de 287 km, c'est le plus grand cratère de la face visible de la lune.

## Dans la culture populaire
Cinéma
- La Révolution française (1989) de Robert Enrico et Richard T. Heffron, interprété par Michel Duchaussoy.

### Note
1. ↑  « Publicité » au sens premier du terme : action de rendre public ; résultat de cette action.